# František Srna
František Srna (Svätý Jur, 18 maggio 1932 – Bratislava, 6 ottobre 1973) è stato un motociclista slovacco. Era il miglior pilota slovacco della sua generazione. Nel 1964 ha ricevuto il titolo di maestro dello sport, nel 1969 il titolo di maestro dello sport meritevole. È stato l'ultimo concorrente cecoslovacco che ha segnato al Campionato del mondo di velocità su una motocicletta cecoslovacca – a Brno nel 1972, 7º classificato con una motocicletta di Jawa al Gran Premio della Cecoslovacchia nelle gare fino a 350 cm³.

## Biografia

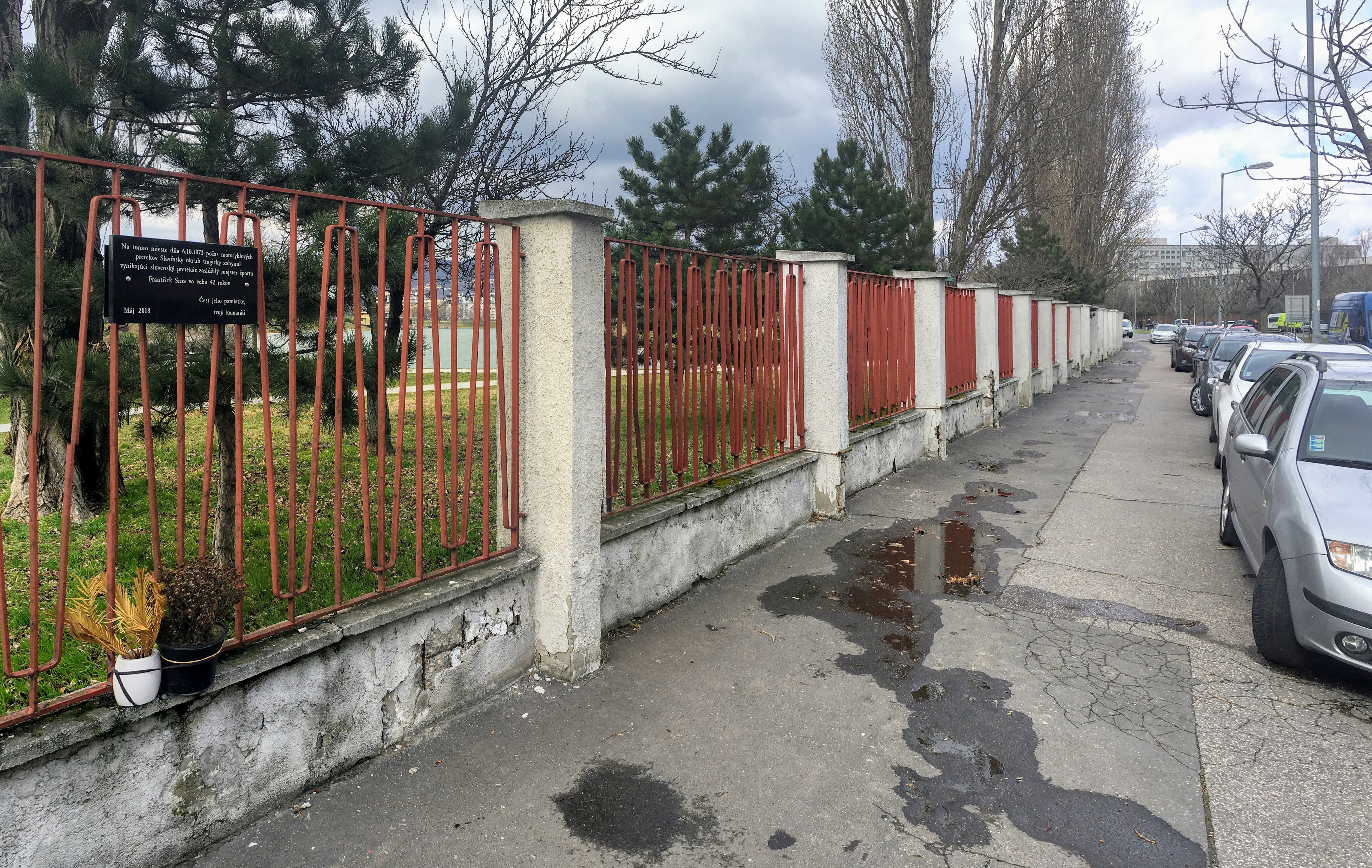
La targa commemorativa sul luogo del tragico incidente (Kuchajda, Bratislava)

Ha iniziato a correre nel 1949 dopo aver acquistato una motocicletta di Puch da 125 cm³. Il suo amico di sempre, il pilota František Kročka, lo ha portato alla prima gara su circuito. Nel 1951, ha studiato come meccanico riparatore di autovetture a Bratislava. Era conosciuto come un abile meccanico e costruttore.
Era tra i migliori corridori cecoslovacchi nelle classi 250 e 350 centimetri cubi. A poco a poco è arrivato alla squadra nazionale. Ha gareggiato quattro volte ai massimi livelli ai campionati nazionali. Nel 1959 nella classe fino a 250 cm³.  Ha ripetuto questo successo in 1961 e 1971. Nel 1972 divenne il campione nella classe fino a 350 cm³.  È stato il vincitore del Gran Premio della Cecoslovacchia a Brno e del Gran Premio della Jugoslavia a Opatija.
Morì tragicamente al campionato internazionale della Cecoslovacchia di gare di velocità a Bratislava. Sul circuito di "Slavín" davanti alla stazione di Nové Mesto si è schiantato contro un palo. Ha ideato e preparato lui stesso questa gara, che avrebbe dovuto essere il culmine annunciato della sua carriera sportiva. È sepolto nel cimitero di Pezinok.
Il 13 maggio 2018 sul luogo della tragedia è stata scoperta la targa commemorativa di František Srna.

## Vita personale
Era sposato con Mária Baďurová che gli diede un figlio Marián (* 1953) e una figlia Jana.

## Attività sportive
Ha corso per l'Autoklub Bratislava (1949 – 1952), per il reparto motociclistico di Dukla Praha (1953 – 1955) i per Zväzarm Bratislava (1955 – 1973). Dal 1957 fu rappresentante della Cecoslovacchia e ottenne molti successi internazionali.

## Premio
Nel 1973 gli è stato conferito il premio in memoriam Za vynikajúcu prácu ("Per l'ccellente lavoro").

## Successi
- Campionato cecoslovacco di velocità – classifica generale:
  - 1955: fino a 350 cm³ – 9º posto
  - 1956: fino a 350 cm³ – 8º posto
  - 1957: fino a 350 cm³ – 3º posto
  - 1958: fino a 175 cm³ – 4º posto
  - 1958: fino a 350 cm³ – 6º posto
  - 1959: fino a 175 cm³ – 3º posto
  - 1959: fino a 250 cm³ – 1º posto
  - 1959: fino a 350 cm³ – 4º posto
  - 1960: fino a 250 cm³ – 8º posto
  - 1960: fino a 350 cm³ – 5º posto
  - 1961: fino a 250 cm³ – 1º posto
  - 1962: fino a 250 cm³ – 17º posto
  - 1963: fino a 250 cm³ – 3º posto
  - 1963: fino a 350 cm³ – 10º posto
  - 1964: fino a 350 cm³ – 5º posto
  - 1965: fino a 350 cm³ – 4º posto
  - 1966: fino a 250 cm³ – 9º posto
  - 1966: fino a 350 cm³ – 3º posto
  - 1967: fino a 250 cm³ – 14º posto
  - 1967: fino a 350 cm³ – 7º posto
  - 1968: fino a 250 cm³ – 20º posto
  - 1968: fino a 350 cm³ – 25º posto
  - 1969: fino a 250 cm³ – 9º posto
  - 1969: fino a 350 cm³ – 11º posto
  - 1970: fino a 250 cm³ – 3º posto
  - 1970: fino a 350 cm³ – 2º posto
  - 1971: fino a 250 cm³ – 1º posto
  - 1971: fino a 350 cm³ – 2º posto
  - 1972: fino a 250 cm³ – 2º posto
  - 1972: fino a 350 cm³ – 1º posto
  - 1973: fino a 250 cm³ – 3º posto
  - 1973: fino a 350 cm³ – 2º posto
- Gran Premio della Cecoslovacchia a Brno, 1958 – 1º posto in classe fino a 250 cm³
- Gran Premio della Cecoslovacchia a Brno, 1959 – 11º posto in classe fino a 250 cm³
- Gran Premio della Repubblica Socialista Cecoslovacca a Brno, 1971 – 10º posto in classe fino a 250 cm³ (46º posto assoluto al motomondiale) – motocicletta di Jawa
- Gran Premio di Jugoslavia a Opatija, 1972 – 7º posto in classe fino a 350 cm³
- Gran Premio della Repubblica Socialista Cecoslovacca a Brno, 1972 – 7º posto in classe fino a 250 cm³ (22º posto assoluto al motomondiale) – motocicletta di Jawa
- Gara internazionale a Tallinn, 1958 – 1º posto
- Premio della Slovacchia a Piešťany, 1961 – 1º posto fino a 250 cm³
- Gran Premio d'Ungheria a Budapest, 1962 – 1º posto 350 cm³
- Gran Premio dell'Adriatico a Opatija, 1964 – 1º posto do 350 cm³
- Premio della Slovacchia a Piešťany, 1965 – 1º posto do 250 cm³ a 350 cm³
- Gran Premio di Jugoslavia a Opatija, 1966 – 1º posto
- 300 curve di Gustav Havel: 
  - 1962: 2º posto fino a 250 cm³
  - 1964: 2º posto fino a 350 cm³
  - 1966: 2º posto fino a 350 cm³
  - 1967: 3º posto fino a 250 cm³
  - 1971: 2º posto fino a 250 cm³
  - 1972: 3º posto fino a 250 cm³
  - 1973: 3º posto fino a 350 cm³